# Togos regioner
Togo är indelat i fem regioner (régions, singular région). Regionerna är i sin tur indelade i trettio prefekturer samt Lomés kommun.
| Nr | Region   | Huvudstad | Yta (km²) | Invånare (2022) | Karta            |
| -- | -------- | --------- | --------- | --------------- | ---------------- |
| 1. | Centrale | Sokodé    | 13 317    | 795 529         | Regio's van Togo |
| 2. | Kara     | Kara      | 11 738    | 985 512         | Regio's van Togo |
| 3. | Maritime | Tsévié    | 6 100     | 3 535 991       | Regio's van Togo |
| 4. | Plateaux | Atakpamé  | 16 975    | 1 635 946       | Regio's van Togo |
| 5. | Savanes  | Dapaong   | 8 470     | 1 143 520       | Regio's van Togo |